# Santuario Nacional Cordillera de Colán
Das Santuario Nacional Cordillera de Colán (SNCC) ist ein nationales Schutzgebiet in Nord-Peru in der Region Amazonas. Es wurde am 9. Dezember 2009 eingerichtet. Verwaltet wird es von der staatlichen Naturschutz-Agentur Servicio Nacional de Areas Naturales Protegidas por el Estado (SERNANP). Das Areal besitzt eine Größe von 392,16 km². Es entspricht der IUCN-Kategorie III, vergleichbar einem Naturdenkmal in Deutschland. Das Santuario Nacional Cordillera de Colán dient der Erhaltung des tropischen Nebelwaldes und damit einem Ökosystem endemischer und bedrohter Pflanzen- und Tierarten.

## Lage
Das Schutzgebiet erstreckt sich über einen Abschnitt der peruanischen Zentralkordillere etwa 30 km nordöstlich der Stadt Bagua Grande. Es umfasst Teile der Distrikte Aramango und Copallín in der Provinz Bagua sowie Cajaruro in der Provinz Utcubamba.

## Ökosystem
In dem Schutzgebiet wurden 470 Vogelarten erfasst, 67 Säugetierarten und 9 Reptilienarten. Von den im Gebiet vorkommenden Vögeln wären zu nennen: der Peruanerkauz (Xenoglaux loweryi), die Veilchenschultertangare (Wetmorethraupis sterrhopteron), der Soldatenara (Ara militaris) und der Koepckeschattenkolibri (Phaethornis koepckeae).
Zu den bedeutendsten Säugetieren, die in dem Schutzgebiet leben, gehört der Gelbschwanz-Wollaffe (Oreonax flavicauda), der Große Ameisenbär (Myrmecophaga tridactyla) und der Weißstirnklammeraffe (Ateles belzebuth).